# Понте дел Нуре (Пјаченца)
Понте дел Нуре је насеље у Италији у округу Пјаченца, региону Емилија-Ромања.
Према процени из 2011. у насељу је живело 83 становника. Насеље се налази на надморској висини од 65 м.